# Jean-Baptiste L'Écuy
Jean-Baptiste L'Écuy, né le 3 juillet 1740 à Carignan et mort le 22 avril 1834 à Paris, est le dernier abbé général de l'ordre des Prémontrés avant la Révolution.

## Biographie

### Sa jeunesse et ses études
Jean-Baptiste l'Ecuy naquit le 3 juillet 1740, à Yvois-Carignan, alors dans le Luxembourg français et aujourd'hui dans le département des Ardennes. 
Il commença ses études en 1748, au petit collège d'Yvois, et reçut la tonsure en 1751, de Johann Nikolaus von Hontheim, suffragant de Trèves.
On l'envoya faire sa rhétorique et sa philosophie sous les jésuites, à Charleville, et en 1758 il fut admis au séminaire du Saint-Esprit. L'année suivante, il prit l'habit à l'abbaye de Prémontré, et y prononça ses vœux le 30 mai 1761.
Peu après, ses supérieurs le firent passer au Collège des Prémontrés, à Paris, pour y suivre le cours ordinaire des études. Le jeune l'Ecuy reçut les ordres, et fut ordonné prêtre le 22 septembre 1764. Le 25 janvier 1765, il fut reçu bachelier en théologie. On le rappela à Prémontré pour y enseigner la philosophie, puis la théologie. De retour à Paris en 1767, on le chargea d'enseigner la philosophie dans le collège de Prémontré. Il entra en licence en 1768, et y eut pour condisciples l'abbé de La Luzerne, l'abbé Duvoisin, l'abbé Taillet et autres hommes distingués dans le clergé.

### Sa prélature
Guillaume Manoury  fut élu abbé et général des Prémontrés en 1769, et choisit l'Ecuy pour secrétaire. Ils visitèrent ensemble, en 1771 et 1772, les abbayes de l'ordre dans les Pays-Bas. En 1775, l'abbé le nomma prieur du collège des Prémontrés à Paris, sans toutefois lui retirer ses fonctions de secrétaire. 
En 1776, l'Ecuy soutint sa résompte. Le roi lui accorda une pension de 800 livres sur l'abbaye de Beaulieu, et peu après un de ses confrères lui résigna un prieuré simple dans l'évêché de Beauvais. 
En 1779, on lui résigna encore un autre prieuré dans le diocèse d'Aire. En 1778 et 1779, son abbé et lui visitèrent les abbayes de leur ordre en Normandie et en Bretagne.
Guillaume Manoury, général des Prémontrés, mourut le 18 juillet 1780 ; le chapitre général pour l'élection d'un nouvel abbé eut lieu en septembre suivant. L’Ecuy y fut élu unanimement, le 18 septembre, pour abbé et général de son ordre. Le 1er novembre suivant, il fut présenté au roi Louis XVI, et le 4 février suivant, ayant reçu ses bulles, il fut béni abbé par Charles-Bernard Colin, seigneur de Contrisson, évêque des Thermopyles (de), à la place de l'évêque de Laon.
Son premier soin fut d'accroître et d'enrichir la bibliothèque de son abbaye. Il aimait les livres, et pendant son séjour à Paris, dans sa jeunesse, il avait appris l'italien et l'anglais. Plus de 50 000 livres de son propre revenu furent employées à des acquisitions de livres, et au moment de la Révolution la bibliothèque était considérable. Le nouvel abbé s'occupa aussi de l'amélioration des études ; ce fut un des objets traités dans les chapitres qu'il présida en 1782, 1785 et 1788. On y décida la réforme et la réimpression du Bréviaire et des autres livres liturgiques de l'ordre ; la rédaction du Bréviaire fut confiée à Remacle Lissoir.
L’Ecuy établit dans son abbaye des conférences théologiques, des cours de mathématiques et de belles-lettres ; il y forma un cabinet de physique. Soigneux d’établir la concorde entre les deux branches de l'ordre des Prémontrés, il présida plusieurs fois les chapitres de ceux de la Stricte-Observance. Il visita les abbayes de son ordre en Suisse, dans le pays de Porrentruy et dans diverses parties de la France. En 1787, le roi le nomma membre de l’assemblée provinciale de Soissons et président de celle de Laon.

### La Révolution et après
La Révolution éclata ; le 1er novembre 1790, le pouvoir civil signifia à L’Ecuy de quitter son abbatiale. Il se retira à Penancourt, où était une maison de campagne de l'abbaye. Une pension de 6 000 livres lui fut tout d'abord assignée, cette indemnité fut fortement réduite par la suite. C'était assurément une grande chute pour un général d'ordre qui jouissait de 60 000 livres de rente. Bientôt il fut inquiété dans sa retraite ; il fut incarcéré à Chauny le 2 septembre 1793, mais relâché le 14 du même mois ; il se retira, en mai 1794, à Grandval, maison solitaire près de Melun, où il vivait avec son frère, lui aussi religieux des Prémontrés. En 1795, il obtint la restitution de ses livres, qui étaient déposés dans les caisses au district de Chauny. En 1797, il prit quelques élèves qu'il instruisait de concert avec son frère.
En 1801, L’Ecuy vint se fixer à Paris, où il avait de nombreux amis. Un d'eux, Remacle Lissoir, le mit en relation avec les rédacteurs du Journal de Paris, et L'Ecuy y donna des articles jusqu'en 1811. En 1803, il fut nommé chanoine honoraire de Notre-Dame. En 1806, il devint aumônier de l'épouse de Joseph Bonaparte, Julie Clary. En décembre 1812, on le chargea de prêcher un discours à Notre-Dame pour l'anniversaire du couronnement, et le 15 août 1813 il prêcha dans la même église pour le rétablissement du culte.
En 1818, Louis XVIII lui accorda une pension de 500 francs. En 1824, l'archevêque de Paris, Hyacinthe-Louis de Quélen, le nomma chanoine de Notre-Dame, et l’admit dans son conseil.

### La vieillesse et la mort
Le 6 avril 1828, âgé de 87 ans, il chut dans la sacristie de Notre-Dame ; on le releva mais il avait perdu l'usage de ses jambes. Il continua cependant encore de se livrer au travail, à la lecture et à la prière. Il s'éteignit doucement, le 22 avril 1834, dans sa quatre-vingt-quatorzième année. Ses obsèques eurent lieu à Notre-Dame, le 24 avril.
Selon ses intentions, son corps a été embaumé par les soins du docteur Martin, son ami. Le cœur fut transporté à l'abbaye de Strahow, de l’ordre des Prémontrés, à Prague, selon ses désirs.

## Ses publications

### Comme auteur
- Discours prononcé dans la salle capitulaire de l'abbaye de Prémontré, le 15 août 1779, à l'ouverture du chapitre national, Soissons, 1779, in-4° ;

il fut traduit en latin par l'abbé de Strahow : Oratio habita in aula capitulari abbatiae Praemonstratensis quinta Augusti 1779, dum capitulum provinciale institueretur, Pragae : Gerzabeck, 1781  — Édition bilingue : textes latin et français représentés en vis-à-vis;
cet ouvrage reçut une traduction en allemand : Rede von dem Nutzen, den die Geistlichen, besonders Stifter und Abteyen, dem Staate und der Gelehrsamkeit geleistet haben, und noch leisten, Konstanz : Labhart / Wien : Christian Friedrich Wappler, 1781 
- Discours pour l'anniversaire du couronnement et de la bataille d'Austerlitz, prononcé dans l'église métropolitaine de Paris, le 6 décembre 1812, Paris : Desray, 1813 .
- Discours pour les fêtes réunies de l'anniversaire du rétablissement du culte catholique en France, de l'Assomption de la Sainte Vierge et de saint Napoléon, prononcé dans l'église métropolitaine de Paris, le 15 août 1813, Paris : Desray, 1813
- Manuel d'une mère chrétienne: ou, Nouvelles lectures chrétiennes, Paris : Thieriot & Belin, 1822 - vol.1  & vol.2 /[5].
- La Bible de la jeunesse, ou Abrégé de l'histoire de la Bible, contenant l'Ancien et le Nouveau Testament, Paris : Veuve Bouchard-Huzard, 1825, en 2 vol. — vol.1 & vol.2
- Essai sur la vie de Jean de Gerson, chancelier de l'Église et de l'Université de Paris, Paris : Chaude, 1832, en 2 vol. .
- Flora Præmonstratensis, curâ et sumptibus RR. DD. Joannis-Baptistæ l’Ecuy, dirigente vero domino Claudio-Antonio le Marcant de Cambronne, botanophilo Laudunensi, annis 1787 et 1788 Collecta, et ad naturæ fidem depicta, Paris, 1827 , 3 gros vol., in-folio. — Il s'agit d'un exemplaire unique et ouvrage que la révolution empêcha d'achever. L’auteur l'a donné à la bibliothèque publique de Laon.[6]

### Comme traducteur
- Nouveau dictionnaire universel, historique, biographique, bibliographique et portatif, de John Watkins (en), Paris : Desray, an XI - vol.1 & vol.2.
- Amintor et Théodora, suivi de L'excursion ou les merveilles de la nature, de David Mallet, 1798.

### Comme éditeur scientifique
- Nouvel atlas de la Bible, pour servir à l'intelligence des livres sacrés de l'Ancien et du Nouveau Testament, de C.-B. Glot, Paris : Desray, 1809, cartonnage in folio contenant 6 grandes cartes en double page sur papier à la cuve .
- Il publie avec ses corrections et augmentations, les Annales civiles et religieuses d'Yvois-Carignan et de Mouzon, de Charles Joseph Delahaut (1702-1774), chanoine de Prémontrés; Paris, 1822 .
- De Capta a Mehemethe II Constantinopoli, Leonardi Chiensis et Godefridi Langi narrationes, sibi invicem collatae, de Léonard de Chio archevêque de Mitylène, Paris : C. Stuart, 1823